# 장 르카뉘에

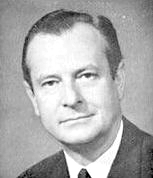

장 아드리앙 프랑수아 르카뉘에(프랑스어: Jean Adrien François Lecanuet, 1920년 3월 4일 ~ 1993년 2월 22일)는 프랑스의 정치인이다. 대학에서 철학을 공부하다 레지스탕스에 참가해 독일군에게 포로로 잡혔다. 프랑스 해방 후 정계에 입문해 하원의원이 되었다. 1965년 대선에 출마해 비드 골주의·비공산주의 노선을 주장하면서 돌풍을 일으켰다. 데스탱 정부에서 법무장관을 지냈으며 오랫동안 비드 골주의 우파 정치인으로 활동했다. 한편으로 민족주의에서 벗어나 유럽주의를 제창하였다. 오랫동안 루앙시장을 지냈다.

## 역대 선거 결과
| 선거명      | 직책명 | 대수 | 정당         | 1차 득표율 | 1차 득표수  | 2차 득표율 | 2차 득표수 | 결과 | 당락 |
| ----------- | ------ | ---- | ------------ | ---------- | ----------- | ---------- | ---------- | ---- | ---- |
| 1965년 선거 | 대통령 | 18대 | 대중공화운동 | 15.57%     | 3,777,120표 |            |            | 3위  | 낙선 |